# Шипшина Шерарда
Шипшина Шерарда (Rosa sherardii) — вид рослин родини розові (Rosaceae), поширений у Європі. Цей вид названий на честь британського ботаніка Вільяма Шеррада (1659–1728), чия робота по класифікації рослин сильно вплинула на Ліннея, який винайшов нашу сучасну систему класифікації видів.

## Опис
Напівчагарник прямостійний, утворює малі зарості, кореневищний або ні. Стебла прямостійні, 10–20 дм, дистальні гілки часто гнучкі, кора червонувата; колючки одиночні або парні, вигнуті або прямі 6–9 × 3–4 мм завдовжки. Листки 6–10(18) см; прилистки 10–14 × 3–5 мм; поля коротко залозисті; поверхні, як правило, голі, іноді опушені, залозисті; черешки й квіткові стебла з голочками, опушені, залозисті; листочків 5 або 7; черешочки 6–12(40) мм; листочкові пластини від яйцюватих до вузько чи широко еліптичних, 30–45(65) × 15–30(45) мм, основи закруглені, іноді злегка клиноподібні, поля 2- або багатозубчасті, вершини гострі або округлі, нижні поверхні світло зелені, верхні — зелені, тьмяні.
Суцвіття: 1–3(або 4)-квіта волоть. Квітоніжка 12–17 мм, рідко залозиста. Приквітків 2, яйцювато-ланцетні, 16–21 × 4–6 мм, поля залозисті, поверхні від волохатих до опушених і до безволосих, залозисті або незалозисті. Квіти діаметром 2.5–3.5 см; чашолистки від розлогих до прямостійних, ланцетні, 15–20 × 3–3.5 мм, верхівка 4–8 × 1.5–2 мм, нижня поверхня щільно залозиста; пелюстки глибокі трояндово рожеві, рідше білі, 15–19 × 13–15 мм. Плоди шипшини від апельсинового до яскраво-червоного забарвлення, від кулястої чи яйцюваті звужені при основі до еліпсоїдної форми, 13–18 × 11–18 мм, оголені, рідко залозисті, чашолистки постійні. Сім'янка рудувато-коричнева, 5–5.5 × 2.5–3 мм. 2n = 28, 35, 42.

## Поширення
Поширений у Європі (крім півдня й Ісландії); інтродукований у Вермонт. Населяє гущавини, узлісся, запущені пасовища, відкриті чагарники, пустирі, узбіччя доріг.
В Україні рослина охороняється на території Шацького національного природного парку.